# BTN불교TV
BTN불교TV(佛敎TV, 영어: Buddhist Television Network)은 불교계 케이블 방송 중 하나로서, 1995년 3월 1일에 세워진 대한민국 최초의 불교 TV 방송국이다.

## 개요
법인명은 (재)BTN불교TV, 영문명은 Buddhist Television Network, 약칭은 BTN, 대한민국에서는 "BBS불교방송"과 구분하기 위해 "BTN불교TV"로 통칭

## 연혁
- 1994년 3월 9일 불교전문 콘텐츠 제공을 목표로 케이블텔레비전 사업자 허가. 법인명 불교텔레비전(주).
- 1995년 3월 1일 BTN불교TV 개국.
- 2002년 3월 1일 위성방송 송출. (스카이라이프)
- 2003년 4월 1일 봉천동 사옥으로 이전.
- 2005년 7월 1일 종일 방송 실시(24시간 송출)
- 2005년 10월 1일 부산지사 설립.
- 2006년 11월 1일 대구지사 설립.
- 2007년 3월 1일 광주. 대전지사 설립.
- 2008년 2월 1일 본사 이전 (서울시 서초구 남부순환로 2265)
- 2008년 4월 1일 강원지사 설립.
- 2010년 10월 1일 IPTV 진출(올레TV)
- 2011년 2월 1일 IPTV 진출(SK BTV)
- 2012년 10월 1일 IPTV 진출(LG U+)
- 2013년 12월 1일 HD송출 개시.
- 2014년 11월 1일 불교 언론문화상 TV부문 최우수상 수상 [붓다의 식사]
- 2015년 3월 1일 BTN불교라디오 울림 개국.
- 2016년 8월 1일 네이버 뉴스 검색 제휴
- 2017년 4월 1일 북미 애플TV, 아마존Fire TV 론칭 (OTT)
- 2018년 4월 1일 BTN다큐 '다비', 휴스턴 국제영화제 플레티넘 레미상 수상
- 2019년 11월 1일 BTN 다큐드라마 '사명대사' 제27회 불교언론문화상 대상 수상
- 2022년 10월 1일 제30회불교언론문화상 수상 (특별상 - 특집 토크멘터리 ‘한글 나랏말싸미 역사왜곡인가’)
- 2023년 10월 1일 제31회 불교언론문화상 대상 수상
- 2024년 2월 1일 BTN불교TV 유튜브 구독자 100만 달성

## 지사
- 부산 · 경남지사 - 부산시 해운대구 센텀중앙로 97 센텀스카이비즈 A동 2411
- 대구 · 경북지사 - 대구시 남구 중앙대로51길 11 불교대구회관 5층
- 호남지사 - 광주광역시 서구 상무평화로 89, 구영오피스텔 1006호
- 강원지사 - 강원특별자치도 강릉시 성덕포남로168번길 4
- 제주지사 - 제주특별자치도 제주시 중앙로 570 2F